# Gliese 849
Gliese 849 eller GJ 849, är en ensam stjärna belägen i den norra delen av stjärnbilden Vattumannen. Den har en skenbar magnitud av ca 10,4 och kräver ett teleskop för att kunna observeras. Baserat på parallax enligt Gaia Data Release 3 på ca 113,44 mas beräknas den befinna sig på ett avstånd av ca 29 ljusår (ca 9,8 parsec)från solen. Den rör sig närmare solen med en heliocentrisk radialhastighet av ca -15 km/s.

## Egenskaper
Gliese 849 är en gul till röd dvärgstjärna i huvudserien av  spektralklass M3.5 V, som genererar energi genom kärnfusion av väte i dess kärna. Den har en massa av ca 0,47 solmassa, en radie av ca 0,46 solradie och utsänder energi från dess fotosfär motsvarande ca 0,029 gånger solen vid en effektiv temperatur av ca 3 500 K. Olika studier har visat överskott av supersol i stjärnans spektrum, vilket tyder på att det elementära överskottet av element med högre massa är betydligt större än i solen. Den roterar långsamt med en rotationsperiod på ungefär 39 dygn. Stjärnans beräknade ålder är mer än tre miljarder år.  

## Planetsystem
I slutet av 2006 rapporterades en långperiodig Jupiterliknande exoplanet kretsa kring den röda dvärgen med en omloppsperiod av drygt 5 år. Det fanns också en linjär trend i de radiella hastigheterna som antydde ytterligare en planet med en längre period. Trenden i de radiella hastigheterna bekräftades 2013. En omloppsbana för den andra exoplaneten bestämdes slutligen 2015. Den första planeten som upptäcktes, Gliese 849 b, var den första planeten som upptäcktes som kretsar kring en röd dvärg i en bana med en halv storaxel större än 0,21 AE.
| Planet | Massa             | Halv storaxel (AE) | Siderisk omloppstid (d) | Excentricitet | Inklination | Radie |
| ------ | ----------------- | ------------------ | ----------------------- | ------------- | ----------- | ----- |
| b      | ≥0,893 ± 0,094 MJ | 2,32 ± 0,11        | 1 925,31 ± 6,5          | 0,029 ± 0,019 | -           | -     |
| c      | ≥0,99 ± 0,11 MJ   | 4,95 ± 0,25        | 5 990 +110−100          | 0,092 ± 0,036 | -           | -     |